# Elisabetta Sirani

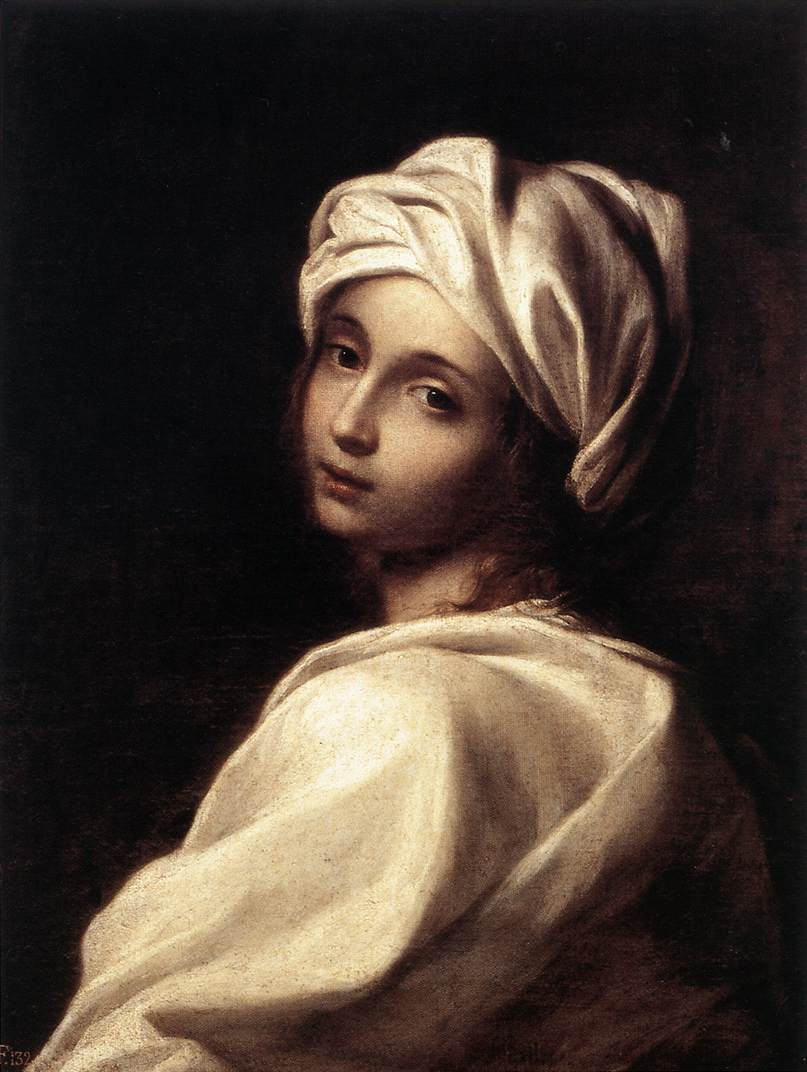
Portret Beatrice Cenci, 1662, Galleria Nazionale d'Arte Antica, Rzym.

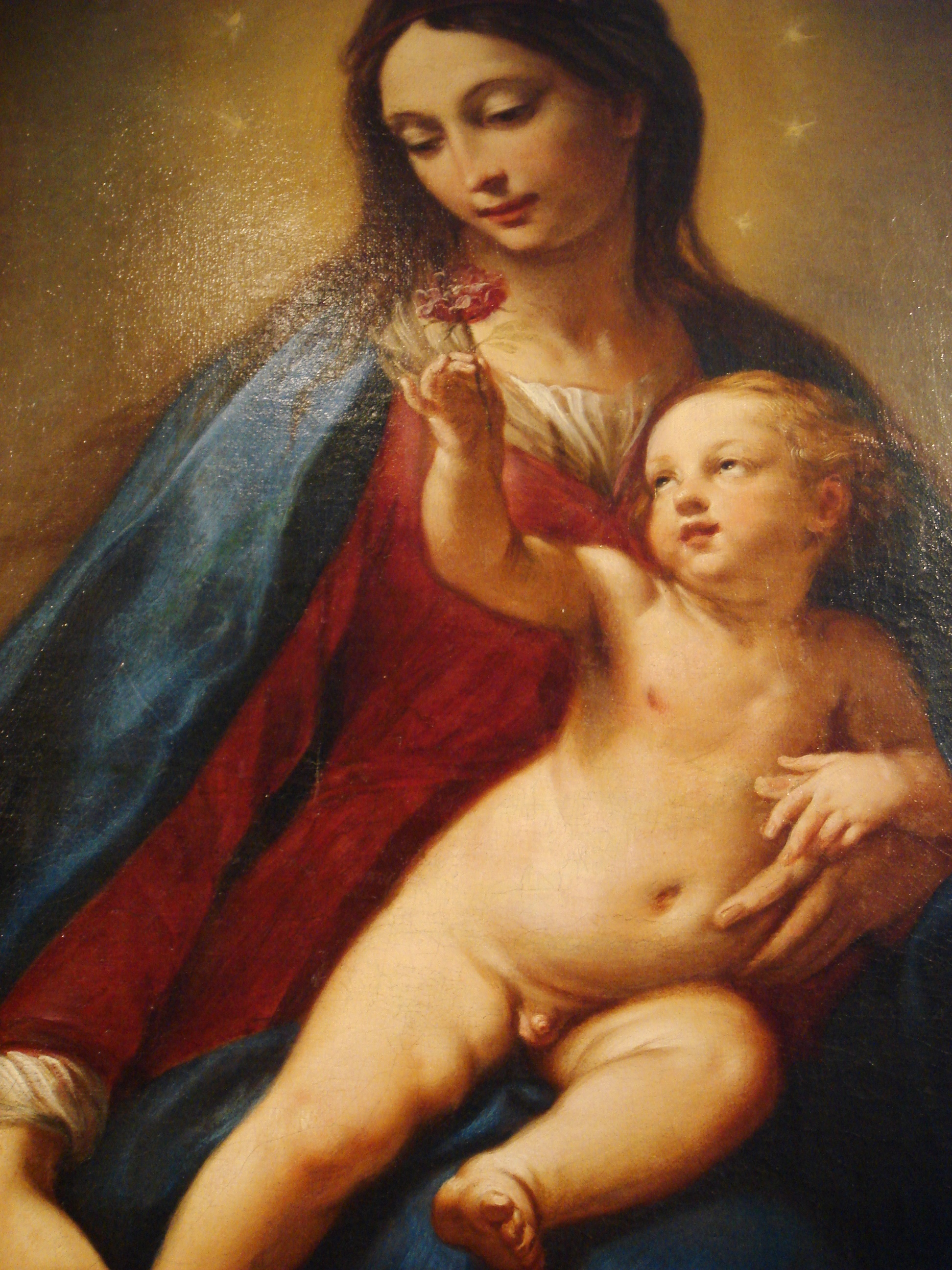
Madonna z różą, 1661, Museo di Stato di San Marino.

Elisabetta Sirani (ur. 8 stycznia 1638 w Bolonii, zm. 25 sierpnia 1665 tamże) – włoska malarka barokowa, założycielka szkoły malarskiej dla kobiet w Bolonii.
Jej ojcem był malarz Giovanni Andrea Sirani (asystent Guido Reniego), który najprawdopodobniej nauczył ją malować. W wieku 18 lat Elisabetta była już samodzielną malarką i prowadziła warsztat utrzymując siebie, rodziców i siostry. Jej mentorem i opiekunem był biograf i historyk sztuki, hrabia Carlo Cesare Malvasia. Elisabetta Sirani wykonała w ciągu krótkiego życia około 190 prac, były to głównie obrazy olejne, zachowało się też kilkanaście rycin i rysunków. Malowała portrety i alegorie, obrazy o tematyce mitologicznej i religijnej. Międzynarodowe uznanie uzyskała dzięki przedstawieniom Świętej Rodziny z Dzieciątkiem, jej patronem był książę Cosimo III de' Medici. W jej pracowni uczyły się zawodu wyłącznie kobiety, w 1660 została przyjęta do Akademii Świętego Łukasza w Rzymie.
Artystka malowała sprawnie i bardzo szybko, podejrzewano ją nawet, że nie pracuje samodzielnie. Według zachowanych przekazów Sirani publicznie namalowała dość złożony obraz w czasie jednej sesji, dowodząc tym samym niezwykłych umiejętności. Wielka popularność i ciężka praca stały się prawdopodobnie przyczyną przedwczesnej śmierci malarki. Zmarła w 27. roku życia w wyniku choroby układu pokarmowego, podejrzewano otrucie, jednak sekcja wykazała perforację żołądka spowodowaną pęknięciem wrzodu. Urządzono jej wystawny pogrzeb w kaplicy bazyliki Guidotti San Domenico w Bolonii, na jej cześć napisano i wygłoszono epitafijne poematy.
Przedwczesna śmierć Elisabetty Sirani była przedmiotem wielu późniejszych spekulacji, podejrzewano m.in. zatrucie pigmentem zawierającym arsen. W XIX wieku życiem i śmiercią malarki zainteresowali się pisarze romantyczni, w 1994 jej Madonna z Dzieciątkiem znalazła się na stemplu pocztowym w Stanach Zjednoczonych. W 1996 kanadyjska grupa muzyczna Cryptopsy wydała album None So Vile, na okładce umieszczono fragment obrazu Sirani Herodiada z głową Jana Chrzciciela. Jej nazwiskiem nazwano jeden z kraterów na Wenus.
W Muzeum Narodowym w Warszawie znajdują się dwa obrazy Sirani, Amor z łukiem z 1663 i Św. Hieronim z 1661.